# Das zerbrochene Schwert
Das zerbrochene Schwert (Alternativtitel: Sword in the Moon; Originaltitel kor. 청풍명월, Hanja 淸風明月) ist ein südkoreanischer Martial-Arts- und Historien-Abenteuerfilm von Kim Ui-seok aus dem Jahr 2003. Die Hauptrollen des Films sind mit Choi Min-su, Jo Jae-hyun und Kim Bo-kyeong besetzt.

## Handlung
Korea während der Joseon-Dynastie im 17. Jahrhundert. Während eines Staatsstreichs putscht sich mit der Unterstützung von acht Ministern ein neues Regime an die Macht. Zur selben Zeit werden die besten Schwertkämpfer des Landes in einer Elite-Einheit ausgebildet, die „Sword in the Moon“ (Schwert im Mond) genannt wird, und dem Land den Frieden geben soll. Unter ihnen befinden sich die beiden Freunde Ji-hwan, Gyu-yeob, und das Mädchen Shi-yeong. Ji-hwan und Shi-yeong haben romantische Gefühle füreinander. Durch den Putsch werden die drei Freunde voneinander getrennt. 
Als die Einheit von den Putschisten überfallen wird, verspricht der Anführer Gyu-yeob, ihn und seine Leute zu verschonen, wenn er seinen eigenen Ausbilder und Meister enthauptet. Er weigert sich, aber der Meister selbst will es so, um seine Schüler dadurch zu retten. Gyu-yeob überwindet sich, und enthauptet seinen Meister unter einem schmerzerfüllten Schrei. In einer folgenden Schlacht rammt Gyu-yeob seinem Freund Ji-hwan, der einen Helm trägt, der sein Gesicht zum Großteil verdeckt, sein Schwert in den Magen, und tötet ihn fast. Im Glauben sowohl seinen Meister als auch seinen besten Freund ermordet zu haben, begräbt Gyu-yeob all seine Werte und Gefühle, und entwickelt sich zu einem kaltblütigen und herzlosen Menschen. 
Ji-hwan hat jedoch überlebt und wird von seiner Freundin Shi-yeong gesund gepflegt. In den folgenden fünf Jahren werden die acht Minister nach und nach zur Zielscheibe eines männlichen und eines weiblichen Auftragsmörders. Gyu-yeob, der zum obersten Palastwächter aufsteigt, soll die Tötungen unterbinden, und die Verantwortlichen stellen. Er stellt sich heraus, dass die beiden Auftragsmörder Ji-hwan und Shi-yeong sind. Die einstigen drei Freunde sind nun Feinde, Ji-hwan und Shi-yeong auf der einen, Gyu-yeob auf der anderen Seite. 
Als Ji-hwan und Shi-yeong einen weiteren Minister umbringen wollen, gerät Shi-yeong in Gefangenschaft und wird gefoltert. Gyu-yeop kann Ji-hwan stellen und sie kämpfen gegeneinander. Als beide gleichzeitig einen Hieb mit ihren Schwertern ausüben, stoppen sie im letzten Moment. Gyu-yeob bittet Ji-hwan aufzugeben und sagt ihm, er könne die Welt nicht alleine verändern, niemand könne das. Ji-hwan stimmt zu und erläutert seine Beweggründe. Damals in der Einheit „Sword in the Moon“ hätten sie von ihrem Meister gelernt, den Frieden im Land zu sichern, und eine heile Welt zu verteidigen. Von dieser Welt sei jedoch nichts mehr übrig, und das einzige was er tun könne, sei, die gegenwärtige Welt bzw. die Putschisten samt ihren Ministern auszuschalten.
Ji-hwan ist in der Lage, Shi-yeung aus ihrer Gefangenschaft zu retten. In Gyu-yeob entbrennt ein Kampf gegen sich selbst, der in einem Selbstmordversuch endet. Er wird jedoch im letzten Moment von einem Mitglied seiner Palastwache gerettet. Inzwischen ist ihm mehr und mehr klar geworden, dass Ji-hwan und Shi-yeong seine Freunde sind, und sie nur wegen eines politischen Putsches Feinde wurden. Im Finalkampf auf einer großen Brücke stirbt Shi-yeong in Ji-hwans Armen. Als Gyu-yeob ihm zu Hilfe kommt kommen will ist es schon zu spät. Damals in der Einheit „Sword in the Moon“ waren die beiden die besten Freunde. Nun kämpften sie ein letztes Mal Seite an Seite, und zusammen bis in den Tod.

## Produktion

### Produktionsnotizen
Produziert wurde der Film von IM Pictures, SRE und White Lee Entertainment. Der Vertrieb des Films in Deutschland erfolgte über Splendid Film (DVD).

### Hintergrundinformationen
Der Film lief 2004 in der Sektion Un Certain Regard auf den Internationalen Filmfestspielen von Cannes.
Kim Bo-kyeong, die Darstellerin der Schwertkämpferin Shi-yeong, verstarb am 2. Februar 2021 nach einem 11-jährigen Kampf gegen Leberkrebs.
Im Februar 2018 beschuldigte die Schauspielerin Choi Yul den Gyu-yeob Darsteller Cho Jae-hyun sie sexuell belästigt zu haben. Einen Tag später gab Cho die Tat zu und entschuldigte sich.

### Veröffentlichung
Premiere hatte der Film am 16. Juli 2003 in Südkorea. In den Niederlanden wurde er erstmals am 25. März 2004 veröffentlicht, In Frankreich am 20. Mai 2004 auf dem Cannes Film Festival, in Kanada am 14. Juli 2004 auf dem Fantasia Film Festival und in Deutschland am 22. Juli 2004 auf dem München Fantasy Filmfest. 
DVD-Premiere hatte der Film 2004 in Finnland und in Norwegen. In Deutschland war der Film zudem am 12. August 2004 ein Beitrag auf dem Hamburg Fantasy Filmfest (Festival-Titel Sword in the Moon). In Japan (Tokio) wurde er 2005 veröffentlicht, ebenso in Italien. DVD-Premiere hatte der Film am 9. Dezember 2005 in Deutschland und 2006 in Ungarn. Veröffentlicht wurde er zudem in Brasilien, Kroatien, Ungarn, Italien, Japan, Polen, Russland, Spanien und in den Vereinigten Staaten. Der internationale Titel des Films lautet Sword in the Moon.

## Rezeption

### Kritik
Die Redaktion von TV Spielfilm stellte fest: „Martialisches Schwertk(r)ampf-Epos mit stoischen Kriegern und rollenden Köpfen – Sehr melodramatisch und schwerfällig erzählt Regisseur Kim Ui-Seok dieses Lehrstück über Freundschaft, in dem ein Putschisten-General bei der Jagd nach einem Attentäter auf seinen tot geglaubten Blutsbruder trifft. Schwerfälliges, melodramatisches Lehrstück über Freundschaft, mit dunkel fotografierter Action.“ Fazit: Überzogene Möchte-gern-Actionkunst.
Die Kritik in Pride of Korea war gemischt: „Sword in the Moon kommt leider nicht im entferntesten Sinne an seine Vorbilder aus China oder Japan heran. Schlecht ist der Film aber auch nicht, dafür ist er viel zu aufwendig und edel gemacht. Man sollte ohne große Erwartungen an den Film herangehen, denn der Film schafft es trotzdem ein Kriegerepos zu sein, der sehenswert ist, mehr aber nicht.“
Bart Rietvink befasste sich mit dem Film im Cinemagazine und meinte, es sei interessant zu sehen, wie sich die asiatische Filmindustrie weiterhin gegenseitig beeinflusse. Im Psychodrama A Tale of Two Sisters seien bereits Elemente des japanischen Horrors, insbesondere Nakatas Ringu, zurückgekehrt, und mit Sword in the Moon betrete man das Martial-Arts-Territorium der Kung-Fu-Filme à la Crouching Tiger, Hidden Dragon (eine weitere Hommage an A Touch of Zen von 1969). Allerdings müsse man sagen, dass Sword in the Moon nicht der erste große koreanische Film dieses Genres sei. Jedoch sei der Eigencharakter des Films zu stark, um ihn als Kopie zu bezeichnen. Ja, die Art und Weise, wie die Kämpfer über die Dächer fliegen, erinnere stark an den Oscar-Gewinner, und wie in diesem Film gebe es auch eine lebhafte Kämpfern (die zunächst verschleiert sei) und ein Schwert mit einer besonderen Bedeutung. Aber auch darüber hinaus habe der Film durchaus seinen eigenen Stil. Der Film habe einen magischen und mysteriösen Charakter zugleich. Der Film enthalte sowohl stimmungsvolle Szenen, genauso wie stille Momente. Obwohl der Film einige sehenswerte Szenen enthalte (einschließlich eines schönen Endkampfs) fessele er den Zuschauer nicht ausreichend. Dafür sei die Geschichte letztendlich etwas zu dünn. Alles in allem schaffe der Film es jedoch nicht, über den Durchschnitt hinauszuwachsen.
Randy Miller schrieb auf der Seite DVD talk, normalerweise dauere es eine ganze Weile, bis das amerikanische Publikum erkenne, wie gut asiatisches Kino sein könne. Obwohl Tiger & Dragon ziemlich schnell Anerkennung gefunden habe (und obendrein vier Oscars gewonnen habe), sei ein ebenso beeindruckender Film wie Hero relativ unbeachtet geblieben. Obwohl dieser Film nicht ganz an diesen beiden Filme heranreiche, sei der koreanische Film Cheongpung Myeongwol ein rasanter Martial-Arts-/Schwertkampffilm, der eine gewisse Aufmerksamkeit verdiene. Die Story sei vielleicht nicht unglaublich originell, aber es gebe genügend atemberaubende Bilder und Action, um die meisten Liebhaber des Genres zufriedenzustellen. Es lohne sich allein wegen der visuellen Qualitäten, sich den Film anzusehen. Mehrere Enthauptungen und reichlich Blutfluss garantierten, dass dieser Film nichts für Zartbesaitete sei. Die Besetzung des Films sei nicht so gut, wie sie hätte sein können. Trotz einiger Mängel sei es ein unterhaltsamer Film, der ein größeres heimisches Publikum verdiene.
Der Redakteur Michael Matzer schrieb: „Schwertkämpfe und nächtliche Überfälle, Männerrituale und eine wunderschöne Frau zwischen zwei Freunden – das ist der Stoff, aus dem Legenden entstehen. Ob der Film auch eine politische Botschaft hat, können nur Koreaner selbst beurteilen. Mir reicht das Schwertkampfabenteuer, doch wenn es so blutig zelebriert wird wie hier, kann ich nicht viel davon vertragen.“

### Auszeichnungen (Auswahl)
- Cannes Film Festival 2004: Nominiert Kim Ui-seok für den Un Certain Regard Award
- Grand Bell Awards, Südkorea 2004: Nominiert Kwon Yoo-jin für den Grand Bell Award in der Kategorie „Bestes Kostümdesign“

### Einspielergebnisse
Weltweit konnte der Film 189.634 $ einspielen.